# Besoldungsordnung R
Die Besoldungsordnungen R sind in Deutschland Anlagen zum Bundesbesoldungsgesetz (BBesG; „Bundesbesoldungsordnung R“) und den Besoldungsgesetzen der Länder, in denen die Ämter der Richter und Staatsanwälte den Besoldungsgruppen R 1 (Bund: R 2) bis R 10 (in den Ländern teilweise abweichend) nach ihrer Wertigkeit zugeordnet sind.
Je nach Dienstherr ist die Besoldung unterschiedlich geregelt. Die meisten Richter und Staatsanwälte stehen im Dienst eines Landes. Die Besoldung der Bundesrichter und Staatsanwälte Generalbundesanwalt beim Bundesgerichtshof richtet sich nach dem Bundesbesoldungsgesetz (BBesG), die Amtsbezüge der Richter des Bundesverfassungsgerichts erfolgt nach dem Gesetz über das Amtsgehalt der Mitglieder des Bundesverfassungsgerichts.

## Geschichte
Die Bundesbesoldungsordnung R wurde mit der Neufassung des Bundesbesoldungsgesetzes vom 23. Mai 1975 (BGBl. I S. 1173), ebenso wie die Besoldungsordnung C, eingeführt. Da am 19. März 1971 dem Bund die konkurrierende Gesetzgebungskompetenz über die Besoldung der Beamten und Richter durch eine Änderung des Grundgesetzes zugewiesen worden war (Art. 74a Abs. 1 GG i. d. F. des 28. Gesetzes zur Änderung des Grundgesetzes; BGBl. I S. 206), galt das Bundesbesoldungsgesetz auch für die Richter und Staatsanwälte im Landesdienst. Im Rahmen der Föderalismusreform fiel am 1. September 2006 die Gesetzgebungskompetenz für das Besoldungsrecht für Beamte und Richter der Länder zurück an die Länder (BGBl. I S. 2034; Art. 74 Abs. 1 Nr. 27 GG). Die Bundesbesoldungsordnung R galt für Richter und Staatsanwälte im Landesdienst nur noch solange fort, bis der jeweilige Landesgesetzgeber eigene Landesbesoldungsordnungen R erlassen hatte (Art. 125a Abs. 1 GG).

## Bundesbesoldungsordnung R
Die Amtsbezeichnungen der Richter des Bundes an den Bundesgerichten und die Ämter der Staatsanwälte des Bundes beim Generalbundesanwalt beim Bundesgerichtshof sind in der Bundesbesoldungsordnung R (Anlage III BBesG) den Besoldungsgruppen zugeordnet. Die niedrigste Besoldungsgruppe R 2 hat aufsteigende Gehälter in acht Stufen von 5 580,37 Euro bis 8 110,48 Euro. Die festen Gehälter beginnen ab Besoldungsgruppe R 3. Die Grundgehaltssätze sind ebenfalls in Anlage IV BBesG ausgewiesen. Die Grundgehälter der Besoldungsgruppe B 3 bis B 9 entsprechen denen der Besoldungsgruppen R 3 bis R 9, wobei R 4 nicht vergeben ist. Die Besoldungsgruppe B 11 entspricht der höchsten Besoldungsgruppe R 10 in der Bundesbesoldungsordnung R. Die Besoldungsgruppe B 10 hat keine Entsprechung in der Bundesbesoldungsordnung R.
Die Grundgehälter in der Bundesbesoldungsordnung R reichen seit dem 1. April 2022 von 5.580,37 Euro (R 2, Stufe 1) bis 15.074,80 Euro (R 10). Den Besoldungsgruppen sind folgende Ämter zugeordnet:
Besoldungsgruppe R 1
Die Besoldungsgruppe R 1 wurde zum 1. Januar 2020 gestrichen. Zuvor war sie seit dem 1. August 2013 nicht belegt.
Besoldungsgruppe R 2
- Richter am Bundespatentgericht
- Vorsitzender Richter am Truppendienstgericht
- Vizepräsident des Truppendienstgerichts 1
- Staatsanwalt beim Bundesgerichtshof

Besoldungsgruppe R 3
- Vorsitzender Richter am Bundespatentgericht
- Präsident des Truppendienstgerichts
- Oberstaatsanwalt beim Bundesgerichtshof

Besoldungsgruppe R 4
seit dem 1. Januar 2020 nicht belegt
Besoldungsgruppe R 5
- Vizepräsident des Bundespatentgerichts (bis 31. Dezember 2019 R 4, zuvor war R 5 nicht belegt)

Besoldungsgruppe R 6
- Richter am Bundesarbeitsgericht
- Richter am Bundesfinanzhof
- Richter am Bundesgerichtshof
- Richter am Bundessozialgericht
- Richter am Bundesverwaltungsgericht
- Bundesanwalt beim Bundesgerichtshof

Besoldungsgruppe R 7
- Bundesanwalt beim Bundesgerichtshof
  - als Abteilungsleiter bei der Bundesanwaltschaft
  - als der ständige Vertreter des Generalbundesanwalts 1 (seit 1. Januar 2020)

Besoldungsgruppe R 8
- Vorsitzender Richter am Bundesarbeitsgericht
- Vorsitzender Richter am Bundesfinanzhof
- Vorsitzender Richter am Bundesgerichtshof
- Vorsitzender Richter am Bundessozialgericht
- Vorsitzender Richter am Bundesverwaltungsgericht
- Präsident des Bundespatentgerichts
- Vizepräsident des Bundesarbeitsgerichts 1
- Vizepräsident des Bundesfinanzhofs 1
- Vizepräsident des Bundesgerichtshofs 1
- Vizepräsident des Bundessozialgerichts 1
- Vizepräsident des Bundesverwaltungsgerichts 1

Besoldungsgruppe R 9
- Generalbundesanwalt beim Bundesgerichtshof

Besoldungsgruppe R 10
- Präsident des Bundesarbeitsgerichts
- Präsident des Bundesfinanzhofs
- Präsident des Bundesgerichtshofs
- Präsident des Bundessozialgerichts
- Präsident des Bundesverwaltungsgerichts
- Richter des Bundesverfassungsgerichts

## Landesbesoldungsordnungen R

### Baden-Württemberg
Festgelegt in Anlage 3 zum Landesbesoldungsgesetz Baden-Württemberg (LBesGBW) vom 9. November 2010
Besoldungsgruppe R 1
- Justizrat
- Oberjustizrat  1
- Richter am Amtsgericht  2
- Richter am Arbeitsgericht  2  3
- Richter am Landgericht
- Richter am Sozialgericht  2
- Richter am Verwaltungsgericht
- Direktor des Amtsgerichts  4
- Direktor des Arbeitsgerichts  4
- Direktor des Sozialgerichts  4
- Staatsanwalt
- Erster Staatsanwalt  5

Besoldungsgruppe R 2
- Richter am Amtsgericht
  - als weiterer aufsichtführender Richter  2
  - als der ständige Vertreter eines Direktors  3
- Richter am Arbeitsgericht
  - als weiterer aufsichtführender Richter  2
  - als der ständige Vertreter eines Direktors  3
- Richter am Finanzgericht
- Richter am Landessozialgericht
- Richter am Oberlandesgericht
- Richter am Verwaltungsgerichtshof
- Richter am Sozialgericht
  - als weiterer aufsichtführender Richter  2
  - als der ständige Vertreter eines Direktors  3
- Vorsitzender Richter am Landgericht  4
- Vorsitzender Richter am Verwaltungsgericht
- Direktor des Amtsgerichts  5
- Direktor des Arbeitsgerichts  5
- Direktor des Sozialgerichts  5
- Vizepräsident des Amtsgerichts  6
- Vizepräsident des Arbeitsgerichts  6
- Vizepräsident des Landgerichts  7
- Vizepräsident des Sozialgerichts  6
- Vizepräsident des Verwaltungsgerichts  7
- Oberstaatsanwalt
  - als Abteilungsleiter bei einer Staatsanwaltschaft bei einem Landgericht  8
  - als Hauptabteilungsleiter bei einer Staatsanwaltschaft bei einem Landgericht  9
  - als Dezernent bei einer Staatsanwaltschaft bei einem Oberlandesgericht
- Leitender Oberstaatsanwalt  10
  - als Leiter einer Staatsanwaltschaft bei einem Landgericht
  - als Leiter einer Zweigstelle bei einer Staatsanwaltschaft bei einem Landgericht

Besoldungsgruppe R 3
- Vorsitzender Richter am Finanzgericht  1
- Vorsitzender Richter am Landesarbeitsgericht
- Vorsitzender Richter am Landessozialgericht
- Vorsitzender Richter am Oberlandesgericht
- Vorsitzender Richter am Verwaltungsgerichtshof
- Präsident des Amtsgerichts  2
- Präsident des Arbeitsgerichts  2
- Präsident des Landgerichts  2
- Präsident des Sozialgerichts  2
- Präsident des Verwaltungsgerichts  2
- Vizepräsident des Amtsgerichts  3  4
- Vizepräsident des Finanzgerichts  5
- Vizepräsident des Landesarbeitsgerichts  5
- Vizepräsident des Landessozialgerichts  5
- Vizepräsident des Landgerichts  3
- Vizepräsident des Oberlandesgerichts  5
- Vizepräsident des Verwaltungsgerichts  3
- Vizepräsident des Verwaltungsgerichtshofs  5
- Oberstaatsanwalt
  - als der ständige Vertreter eines in Besoldungsgruppe R 5 eingestuften Leitenden Oberstaatsanwalts
- Leitender Oberstaatsanwalt
  - als Leiter einer Staatsanwaltschaft bei einem Landgericht  6
  - als Abteilungsleiter bei einer Staatsanwaltschaft bei einem Oberlandesgericht

Besoldungsgruppe R 4
- Präsident des Amtsgerichts  1
- Präsident des Arbeitsgerichts  2
- Präsident des Landgerichts  1
- Präsident des Sozialgerichts  2
- Präsident des Verwaltungsgerichts  1
- Vizepräsident des Landesarbeitsgerichts  3
- Vizepräsident des Landessozialgerichts  3
- Vizepräsident des Oberlandesgerichts  3
- Vizepräsident des Verwaltungsgerichtshofs  3
- Leitender Oberstaatsanwalt  4
  - als Leiter einer Staatsanwaltschaft bei einem Landgericht

Besoldungsgruppe R 5
- Präsident des Amtsgerichts  1
- Präsident des Finanzgerichts  2
- Präsident des Landgerichts  3
- Präsident des Verwaltungsgerichts  3
- Generalstaatsanwalt  4
  - als Leiter einer Staatsanwaltschaft bei einem Oberlandesgericht
- Leitender Oberstaatsanwalt  5
  - als Leiter einer Staatsanwaltschaft bei einem Landgericht

Besoldungsgruppe R 6
- Präsident des Amtsgerichts  1
- Präsident des Finanzgerichts  2
- Präsident des Landesarbeitsgerichts  3
- Präsident des Landessozialgerichts  3
- Präsident des Landgerichts  1
- Präsident des Oberlandesgerichts  3
- Präsident des Verwaltungsgerichtshofs  3
- Generalstaatsanwalt  4
  - als Leiter einer Staatsanwaltschaft bei einem Oberlandesgericht

Besoldungsgruppe R 7
— nicht belegt —
Besoldungsgruppe R 8
- Präsident des Landesarbeitsgerichts  1
- Präsident des Landessozialgerichts  1
- Präsident des Oberlandesgerichts  1
- Präsident des Verwaltungsgerichtshofs  1

### Bayern
Festgelegt in der Anlage 1 Besoldungsordnungen des Bayerischen Besoldungsgesetzes (BayBesG) vom 5. August 2010
Besoldungsgruppe R 1
- Richter am Amtsgericht
  - erhält als der ständige Vertreter eines Direktors an einem Amtsgericht oder Arbeitsgericht mit bis zu fünf Planstellen für Richter eine Amtszulage
  - erhält als der ständige Vertreter eines weiteren aufsichtführenden Richters eine Amtszulage
- Richter am Arbeitsgericht
  - erhält als der ständige Vertreter eines Direktors an einem Amtsgericht oder Arbeitsgericht mit bis zu fünf Planstellen für Richter eine Amtszulage
  - erhält als der ständige Vertreter eines weiteren aufsichtführenden Richters eine Amtszulage
- Richter am Landgericht
  - erhält als der ständige Vertreter eines weiteren aufsichtführenden Richters eine Amtszulage
- Richter am Sozialgericht
  - erhält als der ständige Vertreter eines weiteren aufsichtführenden Richters eine Amtszulage
- Richter am Verwaltungsgericht
- Staatsanwalt
  - erhält als Gruppenleiter bei der Staatsanwaltschaft eine Amtszulage

Besoldungsgruppe R 2
- Direktor des Amtsgerichts
  - an einem Gericht mit bis zu fünf Planstellen für Richter, erhält an einem Gericht mit sechs und mehr Planstellen für Richter eine Amtszulage
- Direktor des Arbeitsgerichts
  - an einem Gericht mit bis zu fünf Planstellen für Richter, erhält an einem Gericht mit sechs und mehr Planstellen für Richter eine Amtszulage
- Oberstaatsanwalt
  - als Abteilungsleiter bei einer Staatsanwaltschaft
  - als Dezernent bei einer Generalstaatsanwaltschaft
  - erhält als der ständige Vertreter eines Leitenden Oberstaatsanwalts der Besoldungsgruppe R 3 oder R 4 eine Amtszulage
  - als Hauptabteilungsleiter bei einer Staatsanwaltschaft mit 60 bis 119 Planstellen für Staatsanwälte; erhält eine Amtszulage
- Richter am Amtsgericht
  - als der ständige Vertreter eines Direktors an einem Gericht mit sechs und mehr Planstellen für Richter; erhält als der ständige Vertreter eines Direktors der Besoldungsgruppe R 3 eine Amtszulage
  - als weiterer aufsichtführender Richter
- Richter am Arbeitsgericht
  - als der ständige Vertreter eines Direktors an einem Gericht mit sechs und mehr Planstellen für Richter; erhält als der ständige Vertreter eines Direktors der Besoldungsgruppe R 3 eine Amtszulage
  - als weiterer aufsichtführender Richter
- Richter am Finanzgericht
- Richter am Landessozialgericht
- Richter am Oberlandesgericht
- Richter am Bayerischen Verwaltungsgerichtshof
- Richter am Sozialgericht
  - als weiterer aufsichtführender Richter
- Vizepräsident des Amtsgerichts
  - erhält als der ständige Vertreter eines Präsidenten der Besoldungsgruppe R 3 oder R 4 eine Amtszulage
- Vizepräsident des Arbeitsgerichts
  - erhält als der ständige Vertreter eines Präsidenten der Besoldungsgruppe R 3 oder R 4 eine Amtszulage
- Vizepräsident des Landgerichts
  - erhält als der ständige Vertreter eines Präsidenten der Besoldungsgruppe R 3 oder R 4 eine Amtszulage
- Vizepräsident des Sozialgerichts
  - erhält als der ständige Vertreter eines Präsidenten der Besoldungsgruppe R 3 oder R 4 eine Amtszulage
- Vizepräsident des Verwaltungsgerichts
  - erhält als der ständige Vertreter eines Präsidenten der Besoldungsgruppe R 3 oder R 4 eine Amtszulage
- Vorsitzender Richter am Landgericht
  - erhält als weiterer aufsichtführender Richter an einem Landgericht mit 30 und mehr Planstellen für Richter, einschließlich der Planstellen für Richter der Gerichte, über die der Präsident die Dienstaufsicht führt, eine Amtszulage nach Anlage 4
- Vorsitzender Richter am Verwaltungsgericht

Besoldungsgruppe R 3
- Direktor des Amtsgerichts
  - an einem Gericht mit 20 bis 40 Planstellen für Richter
  - als Leiter eines Gerichts mit Zentralstellenfunktion als Zentrales Mahngericht für Bayern
- Leitender Oberstaatsanwalt
  - als Abteilungsleiter bei einer Generalstaatsanwaltschaft
  - als Leiter einer Staatsanwaltschaft mit bis zu 19 Planstellen für Staatsanwälte
- Oberstaatsanwalt, Oberstaatsanwältin
  - als der ständige Vertreter eines Leitenden Oberstaatsanwalts der Besoldungsgruppe R 5 oder R 6
  - als Hauptabteilungsleiter bei einer Staatsanwaltschaft mit 120 und mehr Planstellen für Staatsanwälte
- Präsident des Arbeitsgerichts
  - an einem Gericht mit bis zu 40 Planstellen für Richter einschließlich der Planstellen für Richter der Gerichte, über die der Präsident die Dienstaufsicht führt
- Präsident des Landgerichts
  - an einem Gericht mit bis zu 40 Planstellen für Richter einschließlich der Planstellen für Richter der Gerichte, über die der Präsident die Dienstaufsicht führt
- Präsident des Sozialgerichts
  - an einem Gericht mit bis zu 40 Planstellen für Richter einschließlich der Planstellen für Richter der Gerichte, über die der Präsident die Dienstaufsicht führt
- Präsident des Verwaltungsgerichts
  - an einem Gericht mit bis zu 40 Planstellen für Richter einschließlich der Planstellen für Richter der Gerichte, über die der Präsident die Dienstaufsicht führt
- Richter am Bayerischen Obersten Landesgericht
- Vizepräsident des Amtsgerichts
  - als der ständige Vertreter eines Präsidenten der Besoldungsgruppe R 5 oder R 6
- Vizepräsident des Finanzgerichts
  - Erhält als der ständige Vertreter eines Präsidenten der Besoldungsgruppe R 6 eine Amtszulage nach Anlage 4
- Vizepräsident des Landesarbeitsgerichts
  - Erhält als der ständige Vertreter eines Präsidenten der Besoldungsgruppe R 6 eine Amtszulage nach Anlage 4
- Vizepräsident des Landgerichts
  - als der ständige Vertreter eines Präsidenten der Besoldungsgruppe R 5 oder R 6
- Vizepräsident des Verwaltungsgerichts
  - als der ständige Vertreter eines Präsidenten der Besoldungsgruppe R 5 oder R 6
- Vorsitzender Richter am Finanzgericht
- Vorsitzender Richter am Landesarbeitsgericht
- Vorsitzender Richter am Landessozialgericht
- Vorsitzender Richter am Oberlandesgericht
- Vorsitzender Richter am Bayerischen Verwaltungsgerichtshof

Besoldungsgruppe R 4
- Leitender Oberstaatsanwalt
  - als Leiter einer Staatsanwaltschaft mit 20 bis 59 Planstellen für Staatsanwälte
- Präsident des Amtsgerichts
  - an einem Gericht mit 41 bis 80 Planstellen für Richter einschließlich der Planstellen für Richter der Gerichte, über die der Präsident die Dienstaufsicht führt
- Präsident des Arbeitsgerichts
  - an einem Gericht mit 41 und mehr Planstellen für Richter einschließlich der Planstellen für Richter der Gerichte, über die der Präsident die Dienstaufsicht führt
- Präsident, Präsidentin des Landgerichts
  - an einem Gericht mit 41 bis 80 Planstellen für Richter einschließlich der Planstellen für Richter der Gerichte, über die der Präsident die Dienstaufsicht führt
- Präsident des Sozialgerichts
  - an einem Gericht mit 41 und mehr Planstellen für Richter einschließlich der Planstellen für Richter der Gerichte, über die der Präsident die Dienstaufsicht führt
- Präsident des Verwaltungsgerichts
  - an einem Gericht mit 41 bis 80 Planstellen für Richter einschließlich der Planstellen für Richter der Gerichte, über die der Präsident die Dienstaufsicht führt
- Vizepräsident des Landessozialgerichts
  - als der ständige Vertreter eines Präsidenten der Besoldungsgruppe R 8
- Vizepräsident des Oberlandesgerichts
  - als der ständige Vertreter eines Präsidenten der Besoldungsgruppe R 8
- Vizepräsident des Bayerischen Obersten Landesgerichts
- Vizepräsident des Bayerischen Verwaltungsgerichtshofs
  - als der ständige Vertreter eines Präsidenten der Besoldungsgruppe R 8
- Vorsitzender Richter am Bayerischen Obersten Landesgericht

Besoldungsgruppe R 5
- Leitender Oberstaatsanwalt
  - als Leiter einer Staatsanwaltschaft mit 60 bis 119 Planstellen für Staatsanwälte
- Präsident des Amtsgerichts
  - an einem Gericht mit 81 bis 150 Planstellen für Richter einschließlich der Planstellen für Richter der Gerichte, über die der Präsident die Dienstaufsicht führt
- Präsident des Finanzgerichts
  - an einem Gericht mit bis zu 25 Planstellen für Richter im Bezirk
- Präsident des Landgerichts
  - an einem Gericht mit 81 bis 150 Planstellen für Richter einschließlich der Planstellen für Richter der Gerichte, über die der Präsident die Dienstaufsicht führt
- Präsident des Verwaltungsgerichts
  - an einem Gericht mit 81 bis 150 Planstellen für Richter einschließlich der Planstellen für Richter der Gerichte, über die der Präsident die Dienstaufsicht führt
- Vizepräsident des Oberlandesgerichts
  - als der ständige Vertreter eines Präsidenten der Besoldungsgruppe R 9

Besoldungsgruppe R 6
- Generalstaatsanwalt
  - als Leiter einer Generalstaatsanwaltschaft mit bis zu 299 Planstellen für Staatsanwälte im Bezirk
- Leitender Oberstaatsanwalt
  - Als Leiter einer Staatsanwaltschaft mit 120 und mehr Planstellen für Staatsanwälte
- Präsident des Amtsgerichts
  - an einem Gericht mit 151 und mehr Planstellen für Richter einschließlich der Planstellen für Richter der Gerichte, über die der Präsident die Dienstaufsicht führt
- Präsident des Finanzgerichts
  - an einem Gericht mit 26 und mehr Planstellen für Richter im Bezirk
- Präsident des Landesarbeitsgerichts
  - An einem Gericht mit 26 bis 100 Planstellen für Richter im Bezirk
- Präsident des Landgerichts
  - an einem Gericht mit 151 und mehr Planstellen für Richter einschließlich der Planstellen für Richter der Gerichte, über die der Präsident die Dienstaufsicht führt

Besoldungsgruppe R 7
- Generalstaatsanwalt
  - als Leiter einer Generalstaatsanwaltschaft mit 300 und mehr Planstellen für Staatsanwälte im Bezirk

Besoldungsgruppe R 8
- Präsident des Landessozialgerichts
- Präsident des Oberlandesgerichts
  - an einem Gericht mit bis zu 799 Planstellen für Richter im Bezirk
- Präsident des Bayerischen Obersten Landesgerichts
- Präsident des Bayerischen Verwaltungsgerichtshofs

Besoldungsgruppe R 9
- Präsident des Oberlandesgerichts
  - an einem Gericht mit 800 und mehr Planstellen für Richter im Bezirk

### Berlin
Festgelegt in Anlage IV zum Landesbesoldungsgesetz (LBesG) in der Fassung vom 9. April 1996
Besoldungsgruppe R 1
- Richter am Amtsgericht
- Richter am Arbeitsgericht
- Richter am Landgericht
- Richter am Sozialgericht
- Richter am Verwaltungsgericht
- Direktor des Amtsgerichts  1)
- Direktor des Arbeitsgerichts  1)
- Direktor des Sozialgerichts  1)
- Staatsanwalt  2)

Besoldungsgruppe R 2
- Richter am Amtsgericht
  - als weiterer aufsichtführender Richter  1)
  - als der ständige Vertreter eines Direktors  2)
- Richter am Arbeitsgericht
  - als weiterer aufsichtführender Richter  1)
  - als der ständige Vertreter eines Direktors  2)
- Richter am Arbeitsgericht
  - als weiterer aufsichtführender Richter  1)
  - als der ständige Vertreter eines Direktors  2)
- Richter am Finanzgericht
- Richter am Landessozialgericht
- Richter am Kammergericht
- Richter am Oberverwaltungsgericht
- Richter am Sozialgericht
  - als weiterer aufsichtführender Richter  1)
  - als der ständige Vertreter eines Direktors  2)
- Vorsitzender Richter am Landgericht
- Vorsitzender Richter am Verwaltungsgericht
- Direktor des Amtsgerichts  3)
- Direktor des Arbeitsgerichts  3)
- Direktor des Sozialgerichts  3)
- Vizepräsident des Amtsgerichts  4)
- Vizepräsident des Arbeitsgerichts  4)
- Vizepräsident des Landgerichts  5)
- Vizepräsident des Sozialgerichts  4)
- Vizepräsident des Verwaltungsgerichts  5)
- Oberstaatsanwalt
  - als Abteilungsleiter bei einer Staatsanwaltschaft bei einem Landgericht  6)
  - als Hauptabteilungsleiter bei einer Staatsanwaltschaft bei einem Landgericht  7)
  - als Dezernent bei einer Staatsanwaltschaft bei einem Kammergericht
  - als Leiter einer Amtsanwaltschaft  8)
  - als der ständige Vertreter des Leiters einer Amtsanwaltschaft  9)
- Leitender Oberstaatsanwalt
  - als Leiter einer Staatsanwaltschaft bei einem Landgericht  10)

Besoldungsgruppe R 3
- Vorsitzender Richter am Finanzgericht
- Vorsitzender Richter am Landesarbeitsgericht
- Vorsitzender Richter am Landessozialgericht
- Vorsitzender Richter am Kammergericht
- Vorsitzender Richter am Oberverwaltungsgericht
- Präsident des Amtsgerichts  1)
- Präsident des Arbeitsgerichts  1)
- Präsident des Landgerichts  1)
- Präsident des Sozialgerichts  1)
- Präsident des Verwaltungsgerichts  1)
- Vizepräsident des Amtsgerichts  2)
- Vizepräsident des Arbeitsgerichts  2)
- Vizepräsident des Finanzgerichts  3)
- Vizepräsident des Landesarbeitsgerichts  3)
- Vizepräsident des Landessozialgerichts  3)
- Vizepräsident des Landgerichts  2)
- Vizepräsident des Kammergerichts  3)
- Vizepräsident des Oberverwaltungsgerichts
- Vizepräsident des Sozialgerichts  2)
- Vizepräsident des Verwaltungsgerichts  2)
- Oberstaatsanwalt
  - als Hauptabteilungsleiter bei einer Staatsanwaltschaft bei einem Landgericht  4)
  - als Leiter einer Amtsanwaltschaft  5)
- Leitender Oberstaatsanwalt
  - als Leiter einer Staatsanwaltschaft bei einem Landgericht  6)
  - als Abteilungsleiter bei einer Staatsanwaltschaft bei einem Kammergericht

Besoldungsgruppe R 4
- Präsident des Amtsgerichts  1)
- Präsident des Arbeitsgerichts  2)
- Präsident des Landgerichts  1)
- Präsident des Sozialgerichts  2)
- Präsident des Verwaltungsgerichts  1)
- Vizepräsident des Landesarbeitsgerichts  3)
- Vizepräsident des Landessozialgerichts  3)
- Vizepräsident des Kammergerichts  3)
- Vizepräsident des Oberverwaltungsgerichts  3)
- Leitender Oberstaatsanwalt
  - als Leiter einer Staatsanwaltschaft bei einem Landgericht  4)

Besoldungsgruppe R 5
- Präsident des Amtsgerichts  1)
- Präsident des Arbeitsgerichts  1)
- Präsident des Finanzgerichts  2)
- Präsident des Landesarbeitsgerichts  2)
- Präsident des Landessozialgerichts  2)
- Präsident des Landgerichts  1)
- Präsident des Kammergerichts  2)
- Präsident des Oberverwaltungsgerichts  2)
- Präsident des Sozialgerichts  1)
- Präsident des Verwaltungsgerichts  1)
- Leitender Oberstaatsanwalt
  - als Leiter einer Staatsanwaltschaft bei einem Landgericht  3)
- Generalstaatsanwalt
  - als Leiter einer Staatsanwaltschaft bei einem Oberlandesgericht  4)

Besoldungsgruppe R 6
- Präsident des Amtsgerichts  1)
- Präsident des Finanzgerichts  2)
- Präsident des Landesarbeitsgerichts  3)
- Präsident des Landessozialgerichts  3)
- Präsident des Landgerichts  1)
- Präsident des Kammergerichts  3)
- Präsident des Oberverwaltungsgerichts  3)
- Generalstaatsanwalt
  - als Leiter einer Staatsanwaltschaft bei einem Kammergericht  4)

Besoldungsgruppe R 7
— nicht belegt —
Besoldungsgruppe R 8
- Präsident des Landesarbeitsgerichts  1)
- Präsident des Landessozialgerichts  1)
- Präsident des Kammergerichts  1)
- Präsident des Oberverwaltungsgerichts  1)

### Brandenburg
Festgelegt in Anlage 3 zum Besoldungsgesetz für das Land Brandenburg (BbgBesG) vom 20. November 2013
Besoldungsgruppe R 1
- Richter am Amtsgericht
- Richter am Arbeitsgericht
- Richter am Landgericht
- Richter am Sozialgericht
- Richter am Verwaltungsgericht
- Direktor des Amtsgerichts  1)
- Direktor des Arbeitsgerichts  1)
- Direktor des Sozialgerichts  1)
- Staatsanwalt  2)

Besoldungsgruppe R 2
- Richter am Amtsgericht
  - als weiterer aufsichtführender Richter  1)
  - als der ständige Vertreter eines Direktors  2)
- Richter am Arbeitsgericht
  - als weiterer aufsichtführender Richter  1)
  - als der ständige Vertreter eines Direktors  2)
- Richter am Finanzgericht
- Richter am Landessozialgericht
- Richter am Oberlandesgericht
- Richter am Sozialgericht
  - als weiterer aufsichtführender Richter  1)
  - als der ständige Vertreter eines Direktors  2)
- Vorsitzender Richter am Landgericht
- Vorsitzender Richter am Verwaltungsgericht
- Direktor des Amtsgerichts  3)
- Direktor des Arbeitsgerichts  3)
- Direktor des Sozialgerichts  3)
- Vizepräsident des Amtsgerichts  4)
- Vizepräsident des Arbeitsgerichts  4)
- Vizepräsident des Landgerichts  5)
- Vizepräsident des Sozialgerichts  4)
- Vizepräsident des Verwaltungsgerichts  5)
- Oberstaatsanwalt
  - als Abteilungsleiter bei einer Staatsanwaltschaft bei einem Landgericht  6)
- Leitender Oberstaatsanwalt
  - als Leiter einer Staatsanwaltschaft bei einem Landgericht  7)

Besoldungsgruppe R 3
- Vorsitzender Richter am Finanzgericht
- Vorsitzender Richter am Landessozialgericht
- Vorsitzender Richter am Oberlandesgericht
- Präsident des Amtsgerichts  1)
- Präsident des Arbeitsgerichts  1)
- Präsident des Landgerichts  1)
- Präsident des Sozialgerichts  1)
- Präsident des Verwaltungsgerichts  1)
- Vizepräsident des Finanzgerichts  2)
- Vizepräsident des Landessozialgerichts  2)
- Vizepräsident des Landgerichts  3
- Vizepräsident des Oberlandesgerichts  2)
- Leitender Oberstaatsanwalt
  - als Leiter einer Staatsanwaltschaft bei einem Landgericht  4)
  - als Abteilungsleiter bei einer Staatsanwaltschaft bei einem Oberlandesgericht

Besoldungsgruppe R 4
- Präsident des Amtsgerichts  1)
- Präsident des Landgerichts  1)
- Präsident des Verwaltungsgerichts  1)
- Vizepräsident des Landessozialgerichts  2)
- Vizepräsident des Oberlandesgerichts  2)
- Leitender Oberstaatsanwalt
  - als Leiter einer Staatsanwaltschaft bei einem Landgericht  3)

Besoldungsgruppe R 5
- Präsident des Finanzgerichts  1)
- Präsident des Landessozialgerichts  1)
- Präsident des Oberlandesgerichts  2)
- Generalstaatsanwalt
  - als Leiter einer Staatsanwaltschaft bei einem Oberlandesgericht  3)

Besoldungsgruppe R 6
- Präsident des Finanzgerichts  1)
- Präsident des Landessozialgerichts  2)
- Präsident des Oberlandesgerichts  2)
- Generalstaatsanwalt
  - als Leiter einer Staatsanwaltschaft bei einem Oberlandesgericht  3)

Besoldungsgruppe R 7
— nicht belegt —
Besoldungsgruppe R 8
- Präsident des Landessozialgerichts  1)
- Präsident des Oberlandesgerichts  1)

### Bremen
Festgelegt in Anlage III zum Bremischen Besoldungsgesetz in der Fassung der Bekanntmachung vom 22. April 1999
Besoldungsgruppe R 1
- Richter am Amtsgericht
- Richter am Arbeitsgericht
- Richter am Landgericht
- Richter am Sozialgericht
- Richter am Verwaltungsgericht
- Staatsanwalt  1)

Besoldungsgruppe R 2
- Direktor des Amtsgerichts
  - als Direktor des Amtsgerichts Bremen-Blumenthal  1)
- Direktor des Arbeitsgerichts  1)
- Direktor des Sozialgerichts  1)
- Oberstaatsanwalt
  - als Abteilungsleiter bei der Staatsanwaltschaft beim Landgericht  2)
  - als Dezernent bei der Staatsanwaltschaft beim Hanseatischen Oberlandesgericht  3)
- Richter am Amtsgericht
  - als weiterer aufsichtführender Richter  4)
  - als die ständige Vertretung des Direktors des Amtsgerichts Bremen-Blumenthal  5)
- Richter am Arbeitsgericht
  - als die ständige Vertretung des Direktors des Arbeitsgerichts  5)
- Richter am Finanzgericht
- Richter am Landessozialgericht
- Richter am Oberlandesgericht
- Richter am Oberverwaltungsgericht
- Richter am Sozialgericht
  - als die ständige Vertretung des Direktors des Sozialgerichts  5)
- Vizepräsident des Amtsgerichts  6)
- Vizepräsident des Landgerichts  7)
- Vizepräsident des Verwaltungsgerichts  8)
- Vorsitzender Richter am Landgericht
- Vorsitzender Richter am Verwaltungsgericht

Besoldungsgruppe R 3
- Präsident des Amtsgerichts
  - als Präsident des Amtsgerichts Bremerhaven
- Präsident des Verwaltungsgerichts
- Vizepräsident des Finanzgerichts
- Vizepräsident des Landesarbeitsgerichts
- Vizepräsident des Oberverwaltungsgerichts  1
- Vorsitzender Richter am Finanzgericht
- Vorsitzender Richter am Landesarbeitsgericht
- Vorsitzender Richter am Landessozialgericht
- Vorsitzender Richter am Oberlandesgericht
- Vorsitzender Richter am Oberverwaltungsgericht

Besoldungsgruppe R 4
- Leitender Oberstaatsanwalt
  - als Leiter der Staatsanwaltschaft beim Landgericht
- Präsident des Amtsgerichts
  - als Präsident des Amtsgerichts Bremen
- Präsident des Landgerichts
- Vizepräsident des Oberlandesgerichts

Besoldungsgruppe R 5
- Generalstaatsanwalt
  - als Leiter der Staatsanwaltschaft beim Hanseatischen Oberlandesgericht
- Präsident des Finanzgerichts
- Präsident des Landesarbeitsgerichts

Besoldungsgruppe R 6
- Präsident des Oberverwaltungsgerichts

Besoldungsgruppe R 7
— nicht belegt —
Besoldungsgruppe R 8
- Präsident des Oberlandesgerichts

### Hamburg
Festgelegt in Anlage III zum Hamburgischen Besoldungsgesetz (HmbBesG) vom 26. Januar 2010
Besoldungsgruppe R 1
- Richter am Amtsgericht
- Richter am Arbeitsgericht
- Richter am Landgericht
- Richter am Sozialgericht
- Richter am Verwaltungsgericht
- Staatsanwalt

Besoldungsgruppe R 2
- Richter am Amtsgericht
  - als weiterer aufsichtführender Richter  1)
  - als ständige Vertretung eines Direktors  2)
- Richter am Arbeitsgericht
  - als weiterer aufsichtführender Richter  1)
- Richter am Finanzgericht
- Richter am Landessozialgericht
- Richter am Oberlandesgericht
- Richter am Oberverwaltungsgericht
- Richter am Sozialgericht
  - als weiterer aufsichtführender Richter  1)
- Vorsitzender Richter am Landgericht
- Vorsitzender Richter am Verwaltungsgericht
- Direktor des Amtsgerichts  3)
- Vizepräsident des Arbeitsgerichts  4)
- Vizepräsident des Sozialgerichts  4)
- Vizepräsident des Verwaltungsgerichts  5)
- Oberstaatsanwalt
  - als Abteilungsleiter bei einer Staatsanwaltschaft bei einem Landgericht  6)
  - als Hauptabteilungsleiter bei einer Staatsanwaltschaft bei einem Landgericht  7)
  - als Dezernent bei einer Staatsanwaltschaft bei einem Oberlandesgericht
  - als Leiter der Amtsanwaltschaft  8)
  - als ständige Vertretung des Leiters einer Amtsanwaltschaft  9)

Besoldungsgruppe R 3
- Vorsitzender Richter am Finanzgericht
- Vorsitzender Richter am Landesarbeitsgericht
- Vorsitzender Richter am Landessozialgericht
- Vorsitzender Richter am Oberlandesgericht
- Vorsitzender Richter am Oberverwaltungsgericht
- Präsident des Arbeitsgerichts  1
- Präsident des Sozialgerichts  1
- Vizepräsident des Amtsgerichts  2
- Vizepräsident des Finanzgerichts
- Vizepräsident des Landesarbeitsgerichts  3
- Vizepräsident des Landessozialgerichts  3
- Vizepräsident des Landgerichts  2
- Vizepräsident des Oberverwaltungsgerichts  3
- Leitender Oberstaatsanwalt
  - als Abteilungsleiter bei einer Staatsanwaltschaft bei einem Oberlandesgericht
  - als ständige Vertretung des Generalstaatsanwalts  4)
  - als ständige Vertretung eines Leitenden Oberstaatsanwalts der Besoldungsgruppe R 5

Besoldungsgruppe R 4
- Präsident des Verwaltungsgerichts  1
- Vizepräsident des Hanseatischen Oberlandesgerichts  2

Besoldungsgruppe R 5
- Präsident des Finanzgerichts  1
- Leitender Oberstaatsanwalt
  - als Leiter einer Staatsanwaltschaft  2

Besoldungsgruppe R 6
- Präsident des Amtsgerichts  1
- Präsident des Landesarbeitsgerichts  2
- Präsident des Landessozialgerichts  2
- Präsident des Landgerichts  1
- Präsident des Oberverwaltungsgerichts  2
- Generalstaatsanwalt
  - als Leiter der Generalstaatsanwaltschaft

Besoldungsgruppe R 7
— nicht belegt —
Besoldungsgruppe R 8
- Präsident des Hanseatischen Oberlandesgerichts

### Hessen
Festgelegt in Anlage III zum Hessischen Besoldungsgesetz (HBesG) vom 27. Mai 2013
Besoldungsgruppe R 1
- Richter am Amtsgericht
- Richter am Arbeitsgericht
- Richter am Landgericht
- Richter am Sozialgericht
- Richter am Verwaltungsgericht
- Direktor des Amtsgerichts  1)
- Direktor des Arbeitsgerichts  1)
- Direktor des Sozialgerichts  1)
- Staatsanwalt
  - als Gruppenleiter bei einer Staatsanwaltschaft  2)

Besoldungsgruppe R 2
- Richter am Amtsgericht
  - als weiterer aufsichtführender Richter  1)
  - als der ständige Vertreter eines Direktors  2)  3)
- Richter am Arbeitsgericht
  - als weiterer aufsichtführender Richter  1)
  - als der ständige Vertreter eines Direktors  2)
- Richter am Hessischen Finanzgericht
- Richter am Hessischen Landessozialgericht
- Richter am Oberlandesgericht
- Richter am Hessischen Verwaltungsgerichtshof
- Richter am Sozialgericht
  - als weiterer aufsichtführender Richter  1)
  - als der ständige Vertreter eines Direktors  2)
- Vorsitzender Richter am Landgericht
- Vorsitzender Richter am Verwaltungsgericht
- Direktor des Amtsgerichts  4)  5)
- Direktor des Arbeitsgerichts  4)
- Direktor des Sozialgerichts  4)
- Vizepräsident des Amtsgerichts  6)
- Vizepräsident des Arbeitsgerichts  6)
- Vizepräsident des Landgerichts  7)
- Vizepräsident des Sozialgerichts  6)
- Vizepräsident des Verwaltungsgerichts  7)
- Oberstaatsanwalt
  - als Abteilungsleiter bei einer Staatsanwaltschaft
  - als Abteilungsleiter bei einer Staatsanwaltschaft und als ständiger Vertreter eines Leitenden Oberstaatsanwalts  8)
  - als Hauptabteilungsleiter bei einer Staatsanwaltschaft  9)
  - als Dezernent bei einer Generalstaatsanwaltschaft
  - als Leiter einer Amtsanwaltschaft  10)
  - als der ständige Vertreter der Leiterin oder des Leiters einer Amtsanwaltschaft  11)
- Leitender Oberstaatsanwalt
  - als Leiter einer Staatsanwaltschaft  12)

Besoldungsgruppe R 3
- Vorsitzender Richter am Hessischen Finanzgericht
- Vorsitzender Richter am Hessischen Landesarbeitsgericht
- Vorsitzender Richter am Hessischen Landessozialgericht
- Vorsitzender Richter am Oberlandesgericht
- Vorsitzender Richter am Hessischen Verwaltungsgerichtshof
- Präsident des Amtsgerichts  1
- Präsident des Arbeitsgerichts  1
- Präsident des Landgerichts  1
- Präsident des Sozialgerichts  1
- Präsident des Verwaltungsgerichts  1
- Vizepräsident des Amtsgerichts  2
- Vizepräsident des Hessischen Finanzgerichts  3
- Vizepräsident des Hessischen Landesarbeitsgerichts  3
- Vizepräsident des Hessischen Landessozialgerichts  3
- Vizepräsident des Landgerichts  2
- Vizepräsident des Oberlandesgerichts  3
- Vizepräsident des Hessischen Verwaltungsgerichtshofes  3
- Vizepräsident des Verwaltungsgerichts  2
- Oberstaatsanwalt  4
  - als ständiger Vertreter eines Leitenden Oberstaatsanwalts
- Leitender Oberstaatsanwalt
  - als Leiter einer Staatsanwaltschaft  5
  - als Abteilungsleiter bei einer Generalstaatsanwaltschaft
  - als der ständige Vertreter eines Generalstaatsanwalts  6

Besoldungsgruppe R 4
- Präsident des Amtsgerichts  1
- Präsident des Arbeitsgerichts  2
- Präsident des Landgerichts  1
- Präsident des Sozialgerichts  2
- Präsident des Verwaltungsgerichts  1
- Vizepräsident des Hessischen Landesarbeitsgerichts  3
- Vizepräsident des Hessischen Landessozialgerichts  3
- Vizepräsident des Oberlandesgerichts  3
- Vizepräsident des Hessischen Verwaltungsgerichtshofes  3
- Leitender Oberstaatsanwalt
  - als der ständige Vertreter eines Generalstaatsanwalts  4
  - als Leiter einer Staatsanwaltschaft  5

Besoldungsgruppe R 5
- Präsident des Amtsgerichts  1
- Präsident des Hessischen Finanzgerichts  2
- Präsident des Hessischen Landesarbeitsgerichts  2
- Präsident des Hessischen Landessozialgerichts  2
- Präsident des Landgerichts  1
- Präsident des Oberlandesgerichts  2
- Präsident des Verwaltungsgerichts  1
- Leitender Oberstaatsanwalt
  - als Leiter einer Staatsanwaltschaft  3
- Generalstaatsanwalt
  - als Leiter einer Generalstaatsanwaltschaft  4

Besoldungsgruppe R 6
- Präsident des Amtsgerichts  1
- Präsident des Hessischen Finanzgerichts  2
- Präsident des Hessischen Landesarbeitsgerichts  3
- Präsident des Hessischen Landessozialgerichts  3
- Präsident des Landgerichts  1
- Präsident des Oberlandesgerichts  3
- Präsident des Hessischen Verwaltungsgerichtshofes  3
- Leitender Oberstaatsanwalt
  - als Leiter einer Staatsanwaltschaft  4
- Generalstaatsanwalt
  - als Leiter der Generalstaatsanwaltschaft  5

Besoldungsgruppe R 7
- Präsident des Hessischen Landesarbeitsgerichts  1
- Präsident des Hessischen Landessozialgerichts  1
- Präsident des Oberlandesgerichts  1
- Präsident des Hessischen Verwaltungsgerichtshofes  1
- Generalstaatsanwalt
  - als Leiter der Generalstaatsanwaltschaft  2

Besoldungsgruppe R 8
- Präsident des Hessischen Landesarbeitsgerichts  1
- Präsident des Hessischen Landessozialgerichts  1
- Präsident des Oberlandesgerichts  1
- Präsident des Hessischen Verwaltungsgerichtshofes  1
- Generalstaatsanwalt
  - als Leiter der Generalstaatsanwaltschaft  2

### Mecklenburg-Vorpommern
Festgelegt in Anlage 2 zu § 39 Satz 1 des Besoldungsgesetz für das Land Mecklenburg-Vorpommern (LBesG M-V) vom 11. Mai 2021
Besoldungsgruppe R 1
- Richter am Amtsgericht
- Richter am Arbeitsgericht
- Richter am Landgericht
- Richter am Sozialgericht
- Richter am Verwaltungsgericht
- Staatsanwalt 1

Besoldungsgruppe R 2
- Richter am Amtsgericht
  - als weiterer aufsichtführender Richter 1
  - als ständiger Vertreter eines Direktors 2
- Richter am Arbeitsgericht
  - als weiterer aufsichtführender Richter 1
  - als ständiger Vertreter eines Direktors 2

- Richter am Finanzgericht
- Richter am Landessozialgericht
- Richter am Oberlandesgericht
- Richter am Oberverwaltungsgericht
- Richter am Sozialgericht
  - als weiterer aufsichtführender Richter 1
  - als ständiger Vertreter eines Direktors 2
- Vorsitzender Richter am Landgericht
- Vorsitzender Richter am Verwaltungsgericht
- Direktor des Amtsgerichts 3
- Direktor des Arbeitsgerichts 3
- Direktor des Sozialgerichts 3
- Vizepräsident des Landgerichts 4
- Vizepräsident des Verwaltungsgerichts 4
- Oberstaatsanwalt
  - als Abteilungsleiter bei einer Staatsanwaltschaft bei einem Landgericht 5
  - als Hauptabteilungsleiter bei einer Staatsanwaltschaft bei einem Landgericht 6
  - Als Dezernent bei einer Staatsanwaltschaft bei einem Oberlandesgericht
  - als Leiter einer Amtsanwaltschaft 7
  - als ständige Vertretung des Leiters bei einer Amtsanwaltschaft 8

Besoldungsgruppe R 3
- Vorsitzender Richter am Finanzgericht
- Vorsitzender Richter am Landesarbeitsgericht
- Vorsitzender Richter am Oberlandesgericht
- Vorsitzender Richter am Oberverwaltungsgericht
- Präsident des Verwaltungsgerichts 1
- Vizepräsident des Finanzgerichts 3
- Vizepräsident des Landesarbeitsgerichts 3
- Vizepräsident des Landessozialgerichts 3
- Vizepräsident des Landgerichts 2
- Vizepräsident des Oberverwaltungsgerichts 3
- Leitender Oberstaatsanwalt
  - als Leiter einer Staatsanwaltschaft bei einem Landgericht 4
  - als Abteilungsleiter einer Staatsanwaltschaft bei einem Oberlandesgericht
  - als ständige Vertretung des Generalstaatsanwalts 5

Besoldungsgruppe R 4
- Präsident des Landgerichts 1
- Vizepräsident des Oberlandesgerichts 2
- Leitender Oberstaatsanwalt
  - als Leiter einer Staatsanwaltschaft bei einem Landgericht 3

Besoldungsgruppe R 5
- Präsident des Finanzgerichts
- Präsident des Landgerichts 2
- Präsident des Landesarbeitsgerichts 1

Besoldungsgruppe R 6
- Präsident des Landesarbeitsgerichts 1
- Präsident des Landessozialgerichts 1
- Präsident des Oberverwaltungsgerichts 1
- Generalstaatsanwalt
  - als Leiter der Staatsanwaltschaft beim Oberlandesgericht 2

Besoldungsgruppe R 7
— nicht belegt —
Besoldungsgruppe R 8
Präsident des Oberlandesgerichts 1
Besoldungsgruppe R 9
— nicht belegt —
Besoldungsgruppe R 10
— nicht belegt —

### Niedersachsen
Festgelegt in Anlage 4 zu § 5 des Niedersächsischen Besoldungsgesetzes (NBesG) i. d. F. v. 20. Dezember 2016
Besoldungsgruppe R 1
- Richter am Amtsgericht 1)
- Richter am Arbeitsgericht 1)
- Richter am Landgericht 2)
- Richter am Sozialgericht 1)
- Richter am Verwaltungsgericht 3)
- Staatsanwalt
- Erster Staatsanwalt 4)

Besoldungsgruppe R 2
- Direktor des Amtsgerichts 1)
- Direktor des Arbeitsgerichts 1)
- Direktor des Sozialgerichts 1)
- Leitender Oberstaatsanwalt
  - als Leiter einer Staatsanwaltschaft bei einem Landgericht 2)
- Oberstaatsanwalt
  - als Abteilungsleiter bei einer Staatsanwaltschaft bei einem Landgericht 3)
  - als Hauptabteilungsleiter bei einer Staatsanwaltschaft bei einem Landgericht 4)
  - als Dezernent bei einer Staatsanwaltschaft bei einem Oberlandesgericht
  - als der ständige Vertreter des Leiters einer Amtsanwaltschaft 5)
  - als Leiter einer Amtsanwaltschaft 5)
- Richter am Amtsgericht
  - als weiterer aufsichtführender Richter 7)
  - als der ständige Vertreter eines Direktors 8)
- Richter am Arbeitsgericht
  - als weiterer aufsichtführender Richter 7)
  - als der ständige Vertreter eines Direktors 8)
- Richter am Finanzgericht
- Richter am Landessozialgericht
- Richter am Oberlandesgericht
- Richter am Oberverwaltungsgericht
- Richter am Sozialgericht
  - als weiterer aufsichtführender Richter 7)
  - als der ständige Vertreter eines Direktors 8)
- Vizepräsident des Amtsgerichts 9)
- Vizepräsident des Arbeitsgericht 9)
- Vizepräsident des Landgerichts 10)
- Vizepräsident des Sozialgerichts 9)
- Vizepräsident des Verwaltungsgerichts 10)
- Vorsitzender Richter am Landgericht
- Vorsitzender Richter am Verwaltungsgericht

Besoldungsgruppe R 3
- Leitender Oberstaatsanwalt
  - als Leiter einer Staatsanwaltschaft bei einem Landgericht 1)
  - als Abteilungsleiter bei einer Staatsanwaltschaft bei einem Oberlandesgericht
- Oberstaatsanwalt
  - als der ständige Vertreter eines Leitenden Oberstaatsanwalts 2)
- Direktor des Amtsgerichts 3)
- Direktor des Arbeitsgerichts 3)
- Direktor des Sozialgerichts 3)
- Präsident des Amtsgerichts 4) 5)
- Präsident des Arbeitsgerichts 4) 5)
- Präsident des Landgerichts 4)
- Präsident des Sozialgerichts 4) 5)
- Präsident des Verwaltungsgerichts 4)
- Vizepräsident des Amtsgerichts 6)
- Vizepräsident des Finanzgerichts 7)
- Vizepräsident des Landesarbeitsgerichts 7)
- Vizepräsident des Landessozialgerichts 7)
- Vizepräsident des Landgerichts 6)
- Vizepräsident des Oberlandesgerichts 7)
- Vizepräsident des Oberverwaltungsgerichts 7)
- Vizepräsident des Verwaltungsgerichts 6)
- Vorsitzender Richter am Finanzgericht
- Vorsitzender Richter am Landesarbeitsgericht
- Vorsitzender Richter am Landessozialgericht
- Vorsitzender Richter am Oberlandesgericht
- Vorsitzender Richter am Oberverwaltungsgericht

Besoldungsgruppe R 4
- Leitender Oberstaatsanwalt
  - als Leiter einer Staatsanwaltschaft bei einem Landgericht 1)
- Präsident des Amtsgerichts 2)
- Präsident des Arbeitsgerichts 3)
- Präsident des Landgerichts 2)
- Präsident des Sozialgerichts 3)
- Präsident des Verwaltungsgerichts 2)
- Vizepräsident des Landesarbeitsgerichts 4)
- Vizepräsident des Landessozialgerichts 4)
- Vizepräsident des Oberlandesgerichts 4)
- Vizepräsident des Oberverwaltungsgerichts 4)

Besoldungsgruppe R 5
- Generalstaatsanwalt
  - als Leiter einer Staatsanwaltschaft bei einem Oberlandesgericht 1)
- Leitender Oberstaatsanwalt
  - als Leiter einer Staatsanwaltschaft bei einem Landgericht 2)
- Präsident des Amtsgerichts 3)
- Präsident des Finanzgerichts 4)
- Präsident des Landesarbeitsgerichts 4)
- Präsident des Landessozialgerichts 4)
- Präsident des Landgerichts 3)
- Präsident des Oberlandesgerichts 4)
- Präsident des Oberverwaltungsgerichts 4)
- Präsident des Verwaltungsgerichts 3)

Besoldungsgruppe R 6
- Generalstaatsanwalt
  - als Leiter einer Staatsanwaltschaft bei einem Oberlandesgericht 1)
- Präsident des Amtsgerichts 2)
- Präsident des Finanzgerichts 3)
- Präsident des Landesarbeitsgerichts 4)
- Präsident des Landessozialgerichts 4)
- Präsident des Landgerichts 2)
- Präsident des Oberlandesgerichts 4)
- Präsident des Oberverwaltungsgerichts 4)

Besoldungsgruppe R 7
— nicht belegt —
Besoldungsgruppe R 8
- Präsident des Landesarbeitsgerichts 1)
- Präsident des Landessozialgerichts 1)
- Präsident des Oberlandesgerichts 1)
- Präsident des Oberverwaltungsgerichts 1)

### Nordrhein-Westfalen
Festgelegt in Anlage 3 zum Landesbesoldungsgesetz Nordrhein-Westfalen (LBesG NRW) vom 30. Mai 2023.
Besoldungsgruppe R 1
- Richterin, Richter am Amtsgericht
- Richterin, Richter am Arbeitsgericht
- Richterin, Richter am Landgericht
- Richterin, Richter am Sozialgericht
- Richterin, Richter am Verwaltungsgericht
- Direktorin, Direktor des Amtsgerichts  1
- Direktorin, Direktor des Arbeitsgerichts  1
- Direktorin, Direktor des Sozialgerichts  1
- Staatsanwältin, Staatsanwalt  2

Besoldungsgruppe R 2
- Richterin, Richter am Amtsgericht
  - als weitere aufsichtführende Richterin oder weiterer aufsichtführender Richter  1
  - als ständige Vertretung einer Direktorin oder eines Direktors  2
- Richterin, Richter am Arbeitsgericht
  - als weitere aufsichtführende Richterin oder weiterer aufsichtführender Richter  1
  - als ständige Vertretung einer Direktorin oder eines Direktors  2
- Richterin, Richter am Finanzgericht
- Richterin, Richter am Landessozialgericht
- Richterin, Richter am Oberlandesgericht
- Richterin, Richter am Oberverwaltungsgericht
- Richterin, Richter am Sozialgericht
  - als weitere aufsichtführende Richterin oder weiterer aufsichtführender Richter  1
  - als ständige Vertretung einer Direktorin oder eines Direktors  2
- Vorsitzende Richterin, Vorsitzender Richter am Landgericht
- Vorsitzende Richterin, Vorsitzender Richter am Verwaltungsgericht
- Direktorin, Direktor des Amtsgerichts  3, 9
- Direktorin, Direktor des Arbeitsgerichts  3
- Direktorin, Direktor des Sozialgerichts  3
- Vizepräsidentin, Vizepräsident des Amtsgerichts  4
- Vizepräsidentin, Vizepräsident des Arbeitsgerichts  4
- Vizepräsidentin, Vizepräsident des Landgerichts  5
- Vizepräsidentin, Vizepräsident des Sozialgerichts  4
- Vizepräsidentin, Vizepräsident des Verwaltungsgerichts  5
- Oberstaatsanwältin, Oberstaatsanwalt
  - als Abteilungsleitung bei einer Staatsanwaltschaft bei einem Landgericht  6
  - als Hauptabteilungsleitung bei einer Staatsanwaltschaft bei einem Landgericht  7
  - als Dezernentin oder Dezernent bei einer Staatsanwaltschaft bei einem Oberlandesgericht
- Leitende Oberstaatsanwältin, Leitender Oberstaatsanwalt
  - als Leitung einer Staatsanwaltschaft bei einem Landgericht  8

Besoldungsgruppe R 3
- Vorsitzende Richterin, Vorsitzender Richter am Finanzgericht
- Vorsitzende Richterin, Vorsitzender Richter am Landesarbeitsgericht
- Vorsitzende Richterin, Vorsitzender Richter am Landessozialgericht
- Vorsitzende Richterin, Vorsitzender Richter am Oberlandesgericht
- Vorsitzende Richterin, Vorsitzender Richter am Oberverwaltungsgericht
- Präsidentin, Präsident des Amtsgerichts  1
- Präsidentin, Präsident des Arbeitsgerichts  1
- Präsidentin, Präsident des Landgerichts  1
- Präsidentin, Präsident des Sozialgerichts  1
- Präsidentin, Präsident des Verwaltungsgerichts  1
- Vizepräsidentin, Vizepräsident des Amtsgerichts  2
- Vizepräsidentin, Vizepräsident des Finanzgerichts  3
- Vizepräsidentin, Vizepräsident des Landesarbeitsgerichts  3
- Vizepräsidentin, Vizepräsident des Landessozialgerichts  3
- Vizepräsidentin, Vizepräsident des Landgerichts  2
- Vizepräsidentin, Vizepräsident des Oberlandesgerichts  3
- Vizepräsidentin, Vizepräsident des Verwaltungsgerichts  2
- Vizepräsidentin, Vizepräsident des Oberverwaltungsgerichts  3
- Leitende Oberstaatsanwältin, Leitender Oberstaatsanwalt
  - als Leitung einer Staatsanwaltschaft bei einem Landgericht  4
  - als Abteilungsleitung bei einer Staatsanwaltschaft bei einem Oberlandesgericht  5

Besoldungsgruppe R 4
- Präsidentin, Präsident des Amtsgerichts  1
- Präsidentin, Präsident des Arbeitsgerichts  2
- Präsidentin, Präsident des Landgerichts  1
- Präsidentin, Präsident des Sozialgerichts  2
- Präsidentin, Präsident des Verwaltungsgerichts  1
- Vizepräsidentin, Vizepräsident des Landesarbeitsgerichts  3
- Vizepräsidentin, Vizepräsident des Landessozialgerichts  3
- Vizepräsidentin, Vizepräsident des Oberlandesgerichts  3
- Vizepräsidentin, Vizepräsident des Oberverwaltungsgerichts  3
- Leitende Oberstaatsanwältin, Leitender Oberstaatsanwalt
  - als Leitung einer Staatsanwaltschaft bei einem Landgericht  4

Besoldungsgruppe R 5
- Präsidentin, Präsident des Amtsgerichts  1
- Präsidentin, Präsident des Finanzgerichts  2
- Präsidentin, Präsident des Landesarbeitsgerichts  2
- Präsidentin, Präsident des Landessozialgerichts  2
- Präsidentin, Präsident des Landgerichts  1
- Präsidentin, Präsident des Oberlandesgerichts  2
- Präsidentin, Präsident des Verwaltungsgerichts  1
- Generalstaatsanwältin, Generalstaatsanwalt
  - als Leitung einer Staatsanwaltschaft bei einem Oberlandesgericht  3

Besoldungsgruppe R 6
- Präsidentin, Präsident des Amtsgerichts  1
- Präsidentin, Präsident des Finanzgerichts  2
- Präsidentin, Präsident des Landesarbeitsgerichts  3
- Präsidentin, Präsident des Landessozialgerichts  3
- Präsidentin, Präsident des Landgerichts  1
- Präsidentin, Präsident des Oberlandesgerichts  3
- Präsidentin, Präsident des Oberverwaltungsgerichts  3
- Generalstaatsanwältin, Generalstaatsanwalt
  - als Leitung einer Staatsanwaltschaft bei einem Oberlandesgericht  4

Besoldungsgruppe R 7
— nicht belegt —
Besoldungsgruppe R 8
- Präsidentin, Präsident des Landesarbeitsgerichts  1
- Präsidentin, Präsident des Landessozialgerichts  1
- Präsidentin, Präsident des Oberlandesgerichts  1
- Präsidentin, Präsident des Oberverwaltungsgerichts  1

Besoldungsgruppe R 9
— nicht belegt —
Besoldungsgruppe R 10
— nicht belegt —

### Rheinland-Pfalz
Festgelegt in Anlage 2 zum Landesbesoldungsgesetz (LBesG) des Landes Rheinland-Pfalz vom 18. Juni 2023, zuletzt geändert am 22. Dezember 2022
Besoldungsgruppe R 1
- Direktorin, Direktor des Amtsgerichts 1
- Direktorin, Direktor am Arbeitsgericht 1
- Richterin, Richter am Amtsgericht
- Richterin, Richter am Arbeitsgericht
- Richterin, Richter am Landgericht
- Richterin, Richter am Sozialgericht
- Richterin, Richter am Verwaltungsgericht
- Staatsanwältin, Staatsanwalt

Besoldungsgruppe R 2
- Direktorin, Direktor des Amtsgerichts 3
- Direktorin, Direktor des Arbeitsgerichts 3
- Leitende Oberstaatsanwältin, Leitender Oberstaatsanwalt
  - als Leiterin oder Leiter einer Staatsanwaltschaft bei einem Landgericht 7
- Oberstaatsanwältin, Oberstaatsanwalt
  - als Abteilungsleiterin oder Abteilungsleiter bei einer Staatsanwaltschaft bei einem Landgericht 6
  - als die ständige Vertreterin oder der ständige Vertreter einer Leitenden Oberstaatsanwältin oder eines Leitenden Oberstaatsanwalts 6  8
  - als Dezernentin oder Dezernent bei einer Staatsanwaltschaft bei einem Oberlandesgericht
- Richterin, Richter am Amtsgericht
  - als weitere aufsichtführende Richterin oder weiterer aufsichtführender Richter 1
  - als die ständige Vertreterin oder der ständige Vertreter einer Direktorin oder eines Direktors 2
- Richterin, Richter am Arbeitsgericht
  - als weitere aufsichtführende Richterin oder weiterer aufsichtführender Richter 1
  - als die ständige Vertreterin oder der ständige Vertreter einer Direktorin oder eines Direktors 2
- Richterin, Richter am Finanzgericht
- Richterin, Richter am Landessozialgericht
- Richterin, Richter am Oberlandesgericht
- Richterin, Richter am Oberverwaltungsgericht
- Richterin, Richter am Sozialgericht
  - als weitere aufsichtführende Richterin oder weiterer aufsichtführender Richter 1
- Vizepräsidentin, Vizepräsident des Landgerichts 5
- Vizepräsidentin, Vizepräsident des Sozialgerichts 4
- Vizepräsidentin, Vizepräsident des Verwaltungsgerichts 5
- Vorsitzende Richterin, Vorsitzender Richter am Landgericht
- Vorsitzende Richterin, Vorsitzender Richter am Verwaltungsgericht

Besoldungsgruppe R 3
- Leitende Oberstaatsanwältin, Leitender Oberstaatsanwalt
  - als Leiterin oder Leiter einer Staatsanwaltschaft bei einem Landgericht 4
  - als Abteilungsleiterin oder Abteilungsleiter bei einer Staatsanwaltschaft bei einem Oberlandesgericht
- Präsidentin, Präsident des Landgerichts 1
- Präsidentin, Präsident des Sozialgerichts 1
- Präsidentin, Präsident des Verwaltungsgerichts 1
- Vizepräsidentin, Vizepräsident des Finanzgerichts 3
- Vizepräsidentin, Vizepräsident des Landesarbeitsgerichts 3
- Vizepräsidentin, Vizepräsident des Landessozialgerichts 3
- Vizepräsidentin, Vizepräsident des Landgerichts 2
- Vizepräsidentin, Vizepräsident des Oberlandesgerichts 3
- Vizepräsidentin, Vizepräsident des Verwaltungsgerichts 2
- Vorsitzende Richterin, Vorsitzender Richter am Finanzgericht
- Vorsitzende Richterin, Vorsitzender Richter am Landesarbeitsgericht
- Vorsitzende Richterin, Vorsitzender Richter am Landessozialgericht
- Vorsitzende Richterin, Vorsitzender Richter am Oberlandesgericht
- Vorsitzende Richterin, Vorsitzender Richter am Oberverwaltungsgericht

Besoldungsgruppe R 4
- Leitende Oberstaatsanwältin, Leitender Oberstaatsanwalt
  - als Leiterin oder Leiter einer Staatsanwaltschaft bei einem Landgericht 4
- Präsidentin, Präsident des Landgerichts 1
- Präsidentin, Präsident des Sozialgerichts 2
- Präsidentin, Präsident des Verwaltungsgerichts 1
- Vizepräsidentin, Vizepräsident des Landesarbeitsgerichts 3
- Vizepräsidentin, Vizepräsident des Landessozialgerichts 3
- Vizepräsidentin, Vizepräsident des Oberlandesgerichts 3

Besoldungsgruppe R 5
- Generalstaatsanwältin, Generalstaatsanwalt
  - als Leiterin oder Leiter einer Staatsanwaltschaft bei einem Oberlandesgericht 3
- Präsidentin, Präsident des Finanzgerichts 2)
- Präsidentin, Präsident des Landesarbeitsgerichts 2)
- Präsidentin, Präsident des Landessozialgerichts 2)
- Präsidentin, Präsident des Landgerichts 1
- Präsidentin, Präsident des Oberlandesgerichts 2)
- Präsidentin, Präsident des Verwaltungsgerichts 1

Besoldungsgruppe R 6
- Generalstaatsanwältin, Generalstaatsanwalt
  - als Leiterin oder Leiter einer Staatsanwaltschaft bei einem Oberlandesgericht 4
- Präsidentin, Präsident des Finanzgerichts 2
- Präsidentin, Präsident des Landesarbeitsgerichts 3
- Präsidentin, Präsident des Landessozialgerichts 3
- Präsidentin, Präsident des Landgerichts 1
- Präsidentin, Präsident des Oberlandesgerichts 3
- Vizepräsidentin, Vizepräsident des Oberverwaltungsgerichts und ständige Vertreterin oder ständiger Vertreter der Präsidentin oder des Präsidenten des Verfassungsgerichtshofs

Besoldungsgruppe R 7
 nicht besetzt 
Besoldungsgruppe R 8
- Präsidentin, Präsident des Landesarbeitsgerichts 1
- Präsidentin, Präsident des Landessozialgerichts 1
- Präsidentin, Präsident des Oberlandesgerichts 1

Besoldungsgruppe R 9
- Präsidentin, Präsident des Oberverwaltungsgerichts 1
- Präsidentin, Präsident des Verfassungsgerichtshofs 1

### Saarland
Festgelegt in Anlage III zum Saarländischen Besoldungsgesetz (SBesG) vom 13. Oktober 2021.
Besoldungsgruppe R 1
- Richter am Amtsgericht
- Richter am Arbeitsgericht
- Richter am Landgericht
- Richter am Sozialgericht
- Richter am Verwaltungsgericht
- Direktor des Amtsgerichts 1
- Direktor des Arbeitsgerichts 1
- Direktor des Sozialgerichts 1
- Staatsanwalt 2

Besoldungsgruppe R 2
- Richter am Amtsgericht
  - als weiterer aufsichtführender Richter 1  2
  - als ständiger Vertreter eines Direktors 3
- Richter am Arbeitsgericht
  - als weiterer aufsichtführender Richter 1
  - als ständiger Vertreter eines Direktors 3
- Richter am Finanzgericht
- Richter am Landessozialgericht
- Richter am Oberlandesgericht
- Richter am Oberverwaltungsgericht
- Richter am Sozialgericht
  - als weiterer aufsichtführender Richter 1
  - als ständiger Vertreter eines Direktors 3
- Vorsitzender Richter am Landgericht
- Vorsitzender Richter am Verwaltungsgericht
- Direktor des Amtsgerichts 4
- Direktor des Arbeitsgerichts 4
- Direktor des Sozialgerichts 4
- Vizepräsident des Amtsgerichts 5
- Vizepräsident des Arbeitsgerichts 5
- Vizepräsident des Landgerichts 6
- Vizepräsident des Sozialgerichts 5
- Vizepräsident des Verwaltungsgerichts 4

- Oberstaatsanwalt
  - als Abteilungsleiter bei einer Staatsanwaltschaft bei einem Landgericht 7
  - als Dezernent bei einer Staatsanwaltschaft bei einem Oberlandesgericht

- Leitender Oberstaatsanwalt
  - als Leiter einer Staatsanwaltschaft bei einem Landgericht 8

Besoldungsgruppe R 3
- Vorsitzender Richter am Finanzgericht
- Vorsitzender Richter am Landesarbeitsgericht
- Vorsitzender Richter am Landessozialgericht
- Vorsitzender Richter am Oberlandesgericht
- Vorsitzender Richter am Oberverwaltungsgericht
- Präsident des Amtsgerichts 1
- Präsident des Arbeitsgerichts 1
- Präsident des Landgerichts 1
- Präsident des Sozialgerichts 1
- Präsident des Verwaltungsgerichts 1
- Vizepräsident des Amtsgerichts 2
- Vizepräsident des Finanzgerichts 3
- Vizepräsident des Landesarbeitsgerichts 3
- Vizepräsident des Landessozialgerichts 3
- Vizepräsident des Landgerichts 2
- Vizepräsident des Oberlandesgerichts 3
- Vizepräsident des Oberverwaltungsgerichts 3
- Vizepräsident des Verwaltungsgerichts 2

- Leitender Oberstaatsanwalt
  - als Leiter einer Staatsanwaltschaft bei einem Landgericht 4
  - als Abteilungsleiter bei einer Staatsanwaltschaft bei einem Oberlandesgericht

Besoldungsgruppe R 4
- Präsident des Amtsgerichts 1
- Präsident des Arbeitsgerichts 2
- Präsident des Landgerichts 1
- Präsident des Sozialgerichts 2
- Präsident des Verwaltungsgerichts 1
- Vizepräsident des Landesarbeitsgerichts 3
- Vizepräsident des Landessozialgerichts 3
- Vizepräsident des Oberlandesgerichts 3
- Vizepräsident des Oberverwaltungsgerichts 3
- Leitender Oberstaatsanwalt
  - als Leiter einer Staatsanwaltschaft bei einem Landgericht 4

Besoldungsgruppe R 5
- Präsident des Amtsgerichts 1
- Präsident des Finanzgerichts 2
- Präsident des Landesarbeitsgerichts 2
- Präsident des Landessozialgerichts 2
- Präsident des Landgerichts 1
- Präsident des Oberlandesgerichts 2
- Präsident des Oberverwaltungsgerichts 2
- Präsident des Verwaltungsgerichts 1

- Generalstaatsanwalt
  - als Leiter einer Staatsanwaltschaft bei einem Oberlandesgericht 3

Besoldungsgruppe R 6
- Präsident des Amtsgerichts 1
- Präsident des Finanzgerichts 2
- Präsident des Landesarbeitsgerichts 2
- Präsident des Landessozialgerichts 3
- Präsident des Landgerichts 1
- Präsident des Oberlandesgerichts 3
- Präsident des Oberverwaltungsgerichts 3

- Generalstaatsanwalt
  - als Leiter einer Staatsanwaltschaft bei einem Oberlandesgericht 4

Besoldungsgruppe R 7
 nicht besetzt 
Besoldungsgruppe R 8
- Präsident des Landesarbeitsgerichts 1
- Präsident des Landessozialgerichts 1
- Präsident des Oberlandesgerichts 1
- Präsident des Oberverwaltungsgerichts 1

### Sachsen
Festgelegt in Anlage 4 (zu § 32) des Sächsischen Besoldungsgesetzes vom 18. Dezember 2013 (SächsBesG).
Besoldungsgruppe R 1
- Richter am Amtsgericht
- Richter am Arbeitsgericht
- Richter am Landgericht
- Richter am Sozialgericht
- Richter am Verwaltungsgericht
- Direktor des Amtsgerichts 1
- Direktor des Arbeitsgerichts 1
- Direktor des Sozialgerichts 1
- Staatsanwalt 2

Besoldungsgruppe R 2
- Richter am Amtsgericht
  - als weiterer aufsichtführender Richter  1
  - als der ständige Vertreter eines Direktors  2
- Richter am Arbeitsgericht
  - als weiterer aufsichtführender Richter  1
  - als der ständige Vertreter eines Direktors  2
- Richter am Finanzgericht
- Richter am Landessozialgericht
- Richter am Oberlandesgericht
- Richter am Oberverwaltungsgericht
- Richter am Sozialgericht
  - als weiterer aufsichtführender Richter  1
  - als der ständige Vertreter eines Direktors  2
- Vorsitzender Richter am Landgericht
- Vorsitzender Richter am Verwaltungsgericht
- Direktor des Amtsgerichts  3
- Direktor des Arbeitsgerichts  3
- Direktor des Sozialgerichts  3
- Vizepräsident des Amtsgerichts  4
- Vizepräsident des Arbeitsgerichts  4
- Vizepräsident des Landgerichts  5
- Vizepräsident des Sozialgerichts  4
- Vizepräsident des Verwaltungsgerichts  5
- Oberstaatsanwalt
  - als Abteilungsleiter bei einer Staatsanwaltschaft bei einem Landgericht  6
  - als Dezernent bei einer Staatsanwaltschaft beim Oberlandesgericht
- Leitender Oberstaatsanwalt
  - als Leiter einer Staatsanwaltschaft bei einem Landgericht  7

Besoldungsgruppe R 3
- Vorsitzender Richter am Finanzgericht
- Vorsitzender Richter am Landesarbeitsgericht
- Vorsitzender Richter am Landessozialgericht
- Vorsitzender Richter am Oberlandesgericht
- Vorsitzender Richter am Oberverwaltungsgericht
- Präsident des Amtsgerichts
- Präsident des Arbeitsgerichts
- Präsident des Landgerichts
- Präsident des Sozialgerichts
- Präsident des Verwaltungsgerichts
- Vizepräsident des Amtsgerichts  1
- Vizepräsident des Finanzgerichts  2
- Vizepräsident des Landesarbeitsgerichts  2
- Vizepräsident des Landessozialgerichts  2
- Vizepräsident des Landgerichts  1
- Vizepräsident des Oberverwaltungsgerichts  2
- Leitender Oberstaatsanwalt
  - als Leiter einer Staatsanwaltschaft bei einem Landgericht  3
  - als Abteilungsleiter bei einer Staatsanwaltschaft beim Oberlandesgericht
  - als der ständige Vertreter des Generalstaatsanwalts als Leiter einer Staatsanwaltschaft beim Oberlandesgericht  2

Besoldungsgruppe R 4
- Präsident des Amtsgerichts  1
- Präsident des Arbeitsgerichts  2
- Präsident des Landgerichts  1
- Präsident des Sozialgerichts  2
- Präsident des Verwaltungsgerichts  1
- Vizepräsident des Landessozialgerichts  3
- Vizepräsident des Oberlandesgerichts  4
- Leitender Oberstaatsanwalt
  - als Leiter einer Staatsanwaltschaft bei einem Landgericht  5

Besoldungsgruppe R 5
- Präsident des Amtsgerichts  1
- Präsident des Finanzgerichts
- Präsident des Landgerichts  1

Besoldungsgruppe R 6
- Präsident des Finanzgerichts  1
- Präsident des Landesarbeitsgerichts
- Präsident des Landessozialgerichts
- Präsident des Landgerichts  2
- Präsident des Oberverwaltungsgerichts
- Generalstaatsanwalt
  - als Leiter einer Staatsanwaltschaft beim Oberlandesgericht

Besoldungsgruppe R 7
nicht belegt
Besoldungsgruppe R 8
- Präsident des Landessozialgerichts  1
- Präsident des Oberlandesgerichts

### Sachsen-Anhalt
Festgelegt in Anlage 3 (zu § 36) des Besoldungsgesetzes des Landes Sachsen-Anhalt zum Landesbesoldungsgesetz Baden-Württemberg (LBesGBW) (Landesbesoldungsgesetz – LBesG LSA) vom 8. Februar 2011, zuletzt geändert am 2. Juli 2020.
Vorbemerkung
- Richterinnen und Richter erhalten während der Verwendung bei obersten Gerichtshöfen des Bundes oder bei obersten Behörden des Bundes oder eines anderen Landes, der oder das für seine Richterinnen und Richter bei seinen obersten Behörden oder obersten Gerichtshöfen eine Zulagenregelung getroffen hat, die Stellenzulage in der nach dem Besoldungsrecht des Bundes oder dieses Landes bestimmten Höhe, wenn der Dienstherr, bei dem die Richterin oder der Richter verwendet wird, diese Stellenzulage erstattet.
- Die Konkurrenz- und Anrechnungsregelungen des Bundes oder des Landes, bei dem die Verwendung erfolgt, sind anzuwenden.
- § 41 findet bei Beendigung der Verwendung keine Anwendung.

Besoldungsgruppe R 1
- Direktorin des Amtsgerichts oder Direktor des Amtsgerichts 1
- Direktorin des Arbeitsgerichts oder Direktor des Arbeitsgerichts 1
- Direktorin des Sozialgerichts oder Direktor des Sozialgerichts 1
- Richterin am Amtsgericht oder Richter am Amtsgericht
- Richterin am Arbeitsgericht oder Richter am Arbeitsgericht
- Richterin am Landgericht oder Richter am Landgericht
- Richterin am Sozialgericht oder Richter am Sozialgericht
- Richterin am Verwaltungsgericht oder Richter am Verwaltungsgericht
- Staatsanwältin oder Staatsanwalt 2

Besoldungsgruppe R 2
- Direktorin des Amtsgerichts oder Direktor des Amtsgerichts 1
- Direktorin des Arbeitsgerichts oder Direktor des Arbeitsgerichts 1
- Direktorin des Sozialgerichts oder Direktor des Sozialgerichts 1
- Leitende Oberstaatsanwältin oder Leitender Oberstaatsanwalt
  - als Leiterin oder Leiter einer Staatsanwaltschaft bei einem Landgericht 2
- Oberstaatsanwältin oder Oberstaatsanwalt
  - als Abteilungsleiterin oder Abteilungsleiter bei einer Staatsanwaltschaft bei einem Landgericht 3
  - als Hauptabteilungsleiterin oder Hauptabteilungsleiter bei einer Staatsanwaltschaft bei einem Landgericht 4
  - als Dezernentin oder Dezernent bei der Staatsanwaltschaft beim Oberlandesgericht
  - als Leiterin oder Leiter einer Amtsanwaltschaft in Form einer eigenständigen Behörde oder einer Amtsanwaltsabteilung bei einer Staatsanwaltschaft 5
  - als ständige Vertreterin oder ständiger Vertreter der Leiterin oder des Leiters einer Amtsanwaltschaft in Form einer eigenständigen Behörde oder einer Amtsanwaltsabteilung bei einer Staatsanwaltschaft 6
- Richterin am Amtsgericht oder Richter am Amtsgericht
  - als weitere aufsichtführende Richterin oder weiterer aufsichtführender Richter 7
  - als ständige Vertreterin oder ständiger Vertreter einer Direktorin oder eines Direktors 8
- Richterin am Arbeitsgericht oder Richter am Arbeitsgericht
  - als weitere aufsichtführende Richterin oder weiterer aufsichtführender Richter 7
  - als ständige Vertreterin oder ständiger Vertreter einer Direktorin oder eines Direktors 8
- Richterin am Finanzgericht oder Richter am Finanzgericht
- Richterin am Landessozialgericht oder Richter am Landessozialgericht
- Richterin am Oberlandesgericht oder Richter am Oberlandesgericht
- Richterin am Oberverwaltungsgericht oder Richter am Oberverwaltungsgericht
- Richterin am Sozialgericht oder Richter am Sozialgericht
  - als weitere aufsichtführende Richterin oder weiterer aufsichtführender Richter 7
  - als ständige Vertreterin oder ständiger Vertreter einer Direktorin oder eines Direktors 8
- Vizepräsidentin des Amtsgerichts oder Vizepräsident des Amtsgerichts 9
- Vizepräsidentin des Arbeitsgerichts oder Vizepräsident des Arbeitsgerichts 9
- Vizepräsidentin des Landgerichts oder Vizepräsident des Landgerichts 10
- Vizepräsidentin des Sozialgerichts oder Vizepräsident des Sozialgerichts 9
- Vizepräsidentin des Verwaltungsgerichts oder Vizepräsident des Verwaltungsgerichts 10
- Vorsitzende Richterin am Landgericht oder Vorsitzender Richter am Landgericht
- Vorsitzende Richterin am Verwaltungsgericht oder Vorsitzender Richter am Verwaltungsgericht

Besoldungsgruppe R 3
- Leitende Oberstaatsanwältin oder Leitender Oberstaatsanwalt
  - als Leiterin oder Leiter einer Staatsanwaltschaft bei einem Landgericht 1
  - als Abteilungsleiterin oder Abteilungsleiter bei der Staatsanwaltschaft beim Oberlandesgericht 2
- Präsidentin des Amtsgerichts oder Präsident des Amtsgerichts 3
- Präsidentin des Arbeitsgerichts oder Präsident des Arbeitsgerichts 3
- Präsidentin des Landgerichts oder Präsident des Landgerichts 4
- Präsidentin des Sozialgerichts oder Präsident des Sozialgerichts 3
- Präsidentin des Verwaltungsgerichts oder Präsident des Verwaltungsgerichts 3
- Vizepräsidentin des Amtsgerichts oder Vizepräsident des Amtsgerichts 5
- Vizepräsidentin des Finanzgerichts oder Vizepräsident des Finanzgerichts 6
- Vizepräsidentin des Landesarbeitsgerichts oder Vizepräsident des Landesarbeitsgerichts 6
- Vizepräsidentin des Landessozialgerichts oder Vizepräsident des Landessozialgerichts 6
- Vizepräsidentin des Landgerichts oder Vizepräsident des Landgerichts 7
- Vizepräsidentin des Oberlandesgerichts oder Vizepräsident des Oberlandesgerichts 6
- Vizepräsidentin des Oberverwaltungsgerichts oder Vizepräsident des Oberverwaltungsgerichts 6
- Vizepräsidentin des Verwaltungsgerichts oder Vizepräsident des Verwaltungsgerichts 5
- Vorsitzende Richterin am Finanzgericht oder Vorsitzender Richter am Finanzgericht
- Vorsitzende Richterin am Landesarbeitsgericht oder Vorsitzender Richter am Landesarbeitsgericht
- Vorsitzende Richterin am Landessozialgericht oder Vorsitzender Richter am Landessozialgericht
- Vorsitzende Richterin am Oberlandesgericht oder Vorsitzender Richter am Oberlandesgericht
- Vorsitzende Richterin am Oberverwaltungsgericht oder Vorsitzender Richter am Oberverwaltungsgericht

eines Generalstaatsanwaltes der Besoldungsgruppe R 5 oder R 6 eine Amtszulage nach
eines Gerichts mit 81 und mehr Richterplanstellen, einschließlich der Richterplanstellen
Besoldungsgruppe R 4
- Leitende Oberstaatsanwältin oder Leitender Oberstaatsanwalt
  - als Leiterin oder Leiter einer Staatsanwaltschaft bei einem Landgericht 1
- Präsidentin des Amtsgerichts oder Präsident des Amtsgerichts 2
- Präsidentin des Arbeitsgerichts oder Präsident des Arbeitsgerichts 3
- Präsidentin des Landgerichts oder Präsident des Landgerichts 4
- Präsidentin des Sozialgerichts oder Präsident des Sozialgerichts 3
- Präsidentin des Verwaltungsgerichts oder Präsident des Verwaltungsgerichts 2
- Vizepräsidentin des Landesarbeitsgerichts oder Vizepräsident des Landesarbeitsgerichts 5
- Vizepräsidentin des Landessozialgerichts oder Vizepräsident des Landessozialgerichts 5
- Vizepräsidentin des Oberlandesgerichts oder Vizepräsident des Oberlandesgerichts 5
- Vizepräsidentin des Oberverwaltungsgerichts oder Vizepräsident des Oberverwaltungsgerichts

Besoldungsgruppe R 5
- Generalstaatsanwältin oder Generalstaatsanwalt
  - als Leiterin oder Leiter einer Staatsanwaltschaft bei einem Oberlandesgericht 1
- Präsidentin des Amtsgerichts oder Präsident des Amtsgerichts 2
- Präsidentin des Finanzgerichts oder Präsident des Finanzgerichts 3
- Präsidentin des Landesarbeitsgerichts oder Präsident des Landesarbeitsgerichts 3
- Präsidentin des Landessozialgerichts oder Präsident des Landessozialgerichts 3
- Präsidentin des Landgerichts oder Präsident des Landgerichts 4
- Präsidentin des Oberlandesgerichts oder Präsident des Oberlandesgerichts 3
- Präsidentin des Oberverwaltungsgerichts oder Präsident des Oberverwaltungsgerichts 3
- Präsidentin des Verwaltungsgerichts oder Präsident des Verwaltungsgerichts 2

Besoldungsgruppe R 6
- Generalstaatsanwältin oder Generalstaatsanwalt
  - als Leiterin oder Leiter einer Staatsanwaltschaft bei einem Oberlandesgericht 1
- Präsidentin des Amtsgerichts oder Präsident des Amtsgerichts  2
- Präsidentin des Finanzgerichts oder Präsident des Finanzgerichts 3
- Präsidentin des Landesarbeitsgerichts oder Präsident des Landesarbeitsgerichts 4
- Präsidentin des Landessozialgerichts oder Präsident des Landessozialgerichts 4
- Präsidentin des Landgerichts oder Präsident des Landgerichts 5
- Präsidentin des Oberlandesgerichts oder Präsident des Oberlandesgerichts 4
- Präsidentin des Oberverwaltungsgerichts oder Präsident des Oberverwaltungsgerichts 4

Besoldungsgruppe R 7
— nicht belegt —
Besoldungsgruppe R 8
- Präsidentin des Landesarbeitsgerichts oder Präsident des Landesarbeitsgerichts 1
- Präsidentin des Landessozialgerichts oder Präsident des Landessozialgerichts 1
- Präsidentin des Oberlandesgerichts oder Präsident des Oberlandesgerichts 1
- Präsidentin des Oberverwaltungsgerichts oder Präsident des Oberverwaltungsgerichts 1

### Schleswig-Holstein
Festgelegt in Anlage 4 zum Gesetz des Landes Schleswig-Holstein über die Besoldung der Beamtinnen und Beamten sowie Richterinnen und Richter (Besoldungsgesetz Schleswig-Holstein – SHBesG) vom 26. Januar 2012
Besoldungsgruppe R 1
- Richter am Amtsgericht
- Richter am Arbeitsgericht
- Richter am Landgericht
- Richter am Sozialgericht
- Richter am Verwaltungsgericht
- Direktor des Arbeitsgerichts  1
- Staatsanwalt  2

Besoldungsgruppe R 2
- Richter am Amtsgericht
  - als weiterer aufsichtführender Richter  1
  - als ständige Vertretung des Direktors  2
- Richter am Finanzgericht
- Richter am Landessozialgericht
- Richter am Oberlandesgericht
- Richter am Oberverwaltungsgericht
- Richter am Sozialgericht
  - als weiterer aufsichtführender Richter  1
  - als ständige Vertretung des Direktors  2
- Vorsitzender Richter am Landgericht
- Vorsitzender Richter am Verwaltungsgericht
- Direktor des Amtsgerichts  3
- Direktor des Arbeitsgerichts  3
- Direktor des Sozialgerichts  3
- Vizepräsident des Amtsgerichts  4
- Vizepräsident des Landgerichts  5
- Vizepräsident des Verwaltungsgerichts  5
- Oberstaatsanwalt
  - als Abteilungsleiter bei einer Staatsanwaltschaft bei einem Landgericht  6
  - als Dezernent bei einer Staatsanwaltschaft bei einem Oberlandesgericht

Besoldungsgruppe R 3
- Vorsitzender Richter am Finanzgericht
- Vorsitzender Richter am Landesarbeitsgericht
- Vorsitzender Richter am Landessozialgericht
- Vorsitzender Richter am Oberlandesgericht
- Vorsitzender Richter am Oberverwaltungsgericht
- Präsident des Amtsgerichts  1
- Präsident des Landgerichts  1
- Präsident des Verwaltungsgerichts  1
- Vizepräsident des Finanzgerichts  2
- Vizepräsident des Landesarbeitsgerichts  2
- Vizepräsident des Landessozialgerichts  2
- Vizepräsident des Oberverwaltungsgerichts  2
- Leitender Oberstaatsanwalt
  - als Leiter einer Staatsanwaltschaft bei einem Landgericht  3
  - als Abteilungsleiter bei einer Staatsanwaltschaft bei einem Oberlandesgericht  4

Besoldungsgruppe R 4
- Präsident des Amtsgerichts  1
- Präsident des Landgerichts  1
- Präsident des Verwaltungsgerichts  1
- Vizepräsident des Oberlandesgerichts  2
- Leitender Oberstaatsanwalt
  - als Leiter einer Staatsanwaltschaft bei einem Landgericht  3

Besoldungsgruppe R 5
- Präsident des Finanzgerichts  1
- Präsident des Landgerichts  2

Besoldungsgruppe R 6
- Präsident des Landesarbeitsgerichts  1
- Präsident des Landessozialgerichts  1
- Präsident des Landgerichts  2
- Präsident des Oberverwaltungsgerichts  1
- Generalstaatsanwalt
  - als Leiter einer Staatsanwaltschaft bei einem Oberlandesgericht  3

Besoldungsgruppe R 7
 nicht besetzt 
Besoldungsgruppe R 8
- Präsident des Landessozialgerichts  1
- Präsident des Oberlandesgerichts  1

### Thüringen
Festgelegt in Anlage 3 des Thüringer Besoldungsgesetz (ThürBesG) in der Fassung der Bekanntmachung vom 18. Januar 2016.
Vorbemerkungen
- Anlage 1 Abschnitt II Nr. 8 ThürBesG gilt entsprechend.
- Richter und Staatsanwälte erhalten eine das Grundgehalt ergänzende Stellenzulage nach Anlage 8.

Besoldungsgruppe R 1
- Richter am Amtsgericht
- Richter am Arbeitsgericht
- Richter am Landgericht
- Richter am Sozialgericht
- Richter am Verwaltungsgericht
- Direktor des Amtsgerichts  1
- Direktor des Arbeitsgerichts  1
- Direktor des Sozialgerichts  1
- Staatsanwalt  2

Besoldungsgruppe R 2
- Richter am Amtsgericht
  - als weiterer aufsichtführender Richter  1
  - als der ständige Vertreter eines Direktors  2
- Richter am Arbeitsgericht
  - als weiterer aufsichtführender Richter  1
  - als der ständige Vertreter eines Direktors  2
- Richter am Finanzgericht
- Richter am Landessozialgericht
- Richter am Oberlandesgericht
- Richter am Oberverwaltungsgericht
- Richter am Sozialgericht
  - als weiterer aufsichtführender Richter  1
  - als der ständige Vertreter eines Direktors  2
- Vorsitzender Richter am Landgericht
- Vorsitzender Richter am Verwaltungsgericht
- Direktor des Amtsgerichts  3
- Direktor des Arbeitsgerichts  3
- Direktor des Sozialgerichts  3
- Vizepräsident des Landgerichts  4
- Vizepräsident des Verwaltungsgerichts  4
- Oberstaatsanwalt
  - als Abteilungsleiter bei einer Staatsanwaltschaft bei einem Landgericht  5
  - als Hauptabteilungsleiter bei einer Staatsanwaltschaft bei einem Landgericht  6
  - als Dezernent bei einer Staatsanwaltschaft bei einem Oberlandesgericht
- Leitender Oberstaatsanwalt
  - als Leiter einer Staatsanwaltschaft bei einem Landgericht  7

Besoldungsgruppe R 3
- Vorsitzender Richter am Finanzgericht
- Vorsitzender Richter am Landesarbeitsgericht
- Vorsitzender Richter am Landessozialgericht
- Vorsitzender Richter am Oberlandesgericht
- Vorsitzender Richter am Oberverwaltungsgericht
- Präsident des Landgerichts  1
- Präsident des Verwaltungsgerichts  1
- Vizepräsident des Finanzgerichts
- Vizepräsident des Landesarbeitsgerichts  2
- Vizepräsident des Landessozialgerichts  2
- Vizepräsident des Landgerichts  3
- Vizepräsident des Oberverwaltungsgerichts  2
- Leitender Oberstaatsanwalt
  - als Leiter einer Staatsanwaltschaft bei einem Landgericht  3
  - als Abteilungsleiter bei der Generalstaatsanwaltschaft
  - als Abteilungsleiter bei der Generalstaatsanwaltschaft und Vertreter der Generalstaatsanwaltschaft  2

Besoldungsgruppe R 4
- Präsident des Landgerichts  1
- Präsident des Verwaltungsgerichts  1
- Vizepräsident des Oberlandesgerichts
- Leitender Oberstaatsanwalt
  - als Leiter einer Staatsanwaltschaft bei einem Landgericht  2

Besoldungsgruppe R 5
- Präsident des Finanzgerichts
- Präsident des Landgerichts  1
- Präsident des Verwaltungsgerichts  2

Besoldungsgruppe R 6
- Präsident des Landesarbeitsgerichts
- Präsident des Landessozialgerichts
- Präsident des Landgerichts  1
- Präsident des Oberverwaltungsgerichts
- Generalstaatsanwalt

Besoldungsgruppe R 7
 nicht besetzt 
Besoldungsgruppe R 8
- Präsident des Oberlandesgerichts